# Guivi Txikvànaia
Guivi Txikvànaia   (Telavi, 29 de maig de 1939 - Moscou, 2 d'agost de 2018) fou un waterpolista georgià que va competir sota bandera soviètica entre les dècades de 1950 i 1970.
El 1960 va prendre part en els Jocs Olímpics d'Estiu de Roma, on guanyà la medalla de plata en la competició del waterpolo. El 1968, a Ciutat de Mèxic, tornà a guanyar la medalla de plata en la |mateixa competició.
En el seu palmarès també destaca una medalla de plata al Campionat d'Europa de waterpolo de 1962. A nivell de clubs jugà al Dinamo Tbilissi (1958-1967) i al Dinamo Moscou (1967-1974). Amb aquest darrer equip guanyà les lligues soviètiques de 1968 i 1969.
Després de retirar-se, el 1974, va treballar com a entrenador, del Dinamo Moscou, fins a 1988, i posteriorment del Dinamo Tbilissi, fins al 1994.